# Малужина (потік)
Малужина (словац. Malužiná) — річка в Словаччині, ліва притока Боци, протікає в окрузі Ліптовський Мікулаш.
Довжина приблизно 11.0 км. Витік знаходиться в масиві Низькі Татри (частина Кральовогольські Татри) — схил гори Врбовиця — на висоті близько 1190-1200 метрів. Протікає територією  села Малужина.
Впадає в Боцу на висоті приблизно 735-740 метрів.